# Simeone di Polirone

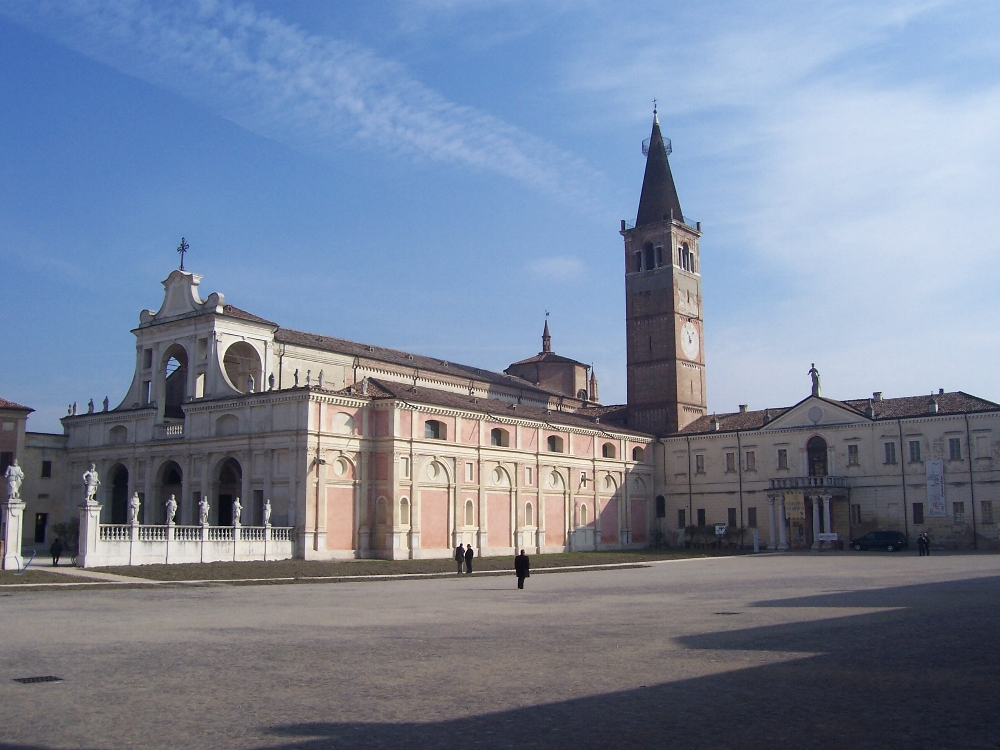
Abbazia di San Benedetto in Polirone

Simeone (X secolo – Polirone, 26 luglio 1016) è stato un monaco cristiano italiano. Il suo culto come santo fu approvato da papa Benedetto VIII.

## Biografia
Simeone visse nel monastero di San Benedetto in Polirone e vi si spense il 26 luglio 1016: ebbe, sia in vita che dopo la morte, grande fama di santità e di miracoli.
Le altre notizie su Simeone sono desunte da una Vita tarda e piuttosto favolosa: sarebbe stato nativo dell'Armenia e sarebbe giunto a Roma con la benedizione del patriarca Arsenio di Gerusalemme; accusato ingiustamente di eresia, fu scagionato da papa Benedetto VII e, dopo aver visitato i più celebri santuari dell'Occidente, si sarebbe ritirato nel monastero di Polirone.

## Culto
Il primo documento papale riguardante il culto di Simeone come santo risale al pontificato di papa Benedetto VIII che, in una lettera a Bonifacio di Canossa, autorizza il marchese a costruire una chiesa per depositarvi il corpo dell'eremita.
Esiste pure una lettera di papa Leone IX sulla consacrazione della chiesa e l'elevazione del corpo del santo e un documento di papa Alessandro II che conferma le disposizioni dei suoi predecessori.
L'elogio di san Simeone si legge nel Martirologio romano al 26 luglio.